# Супергігантський слалом

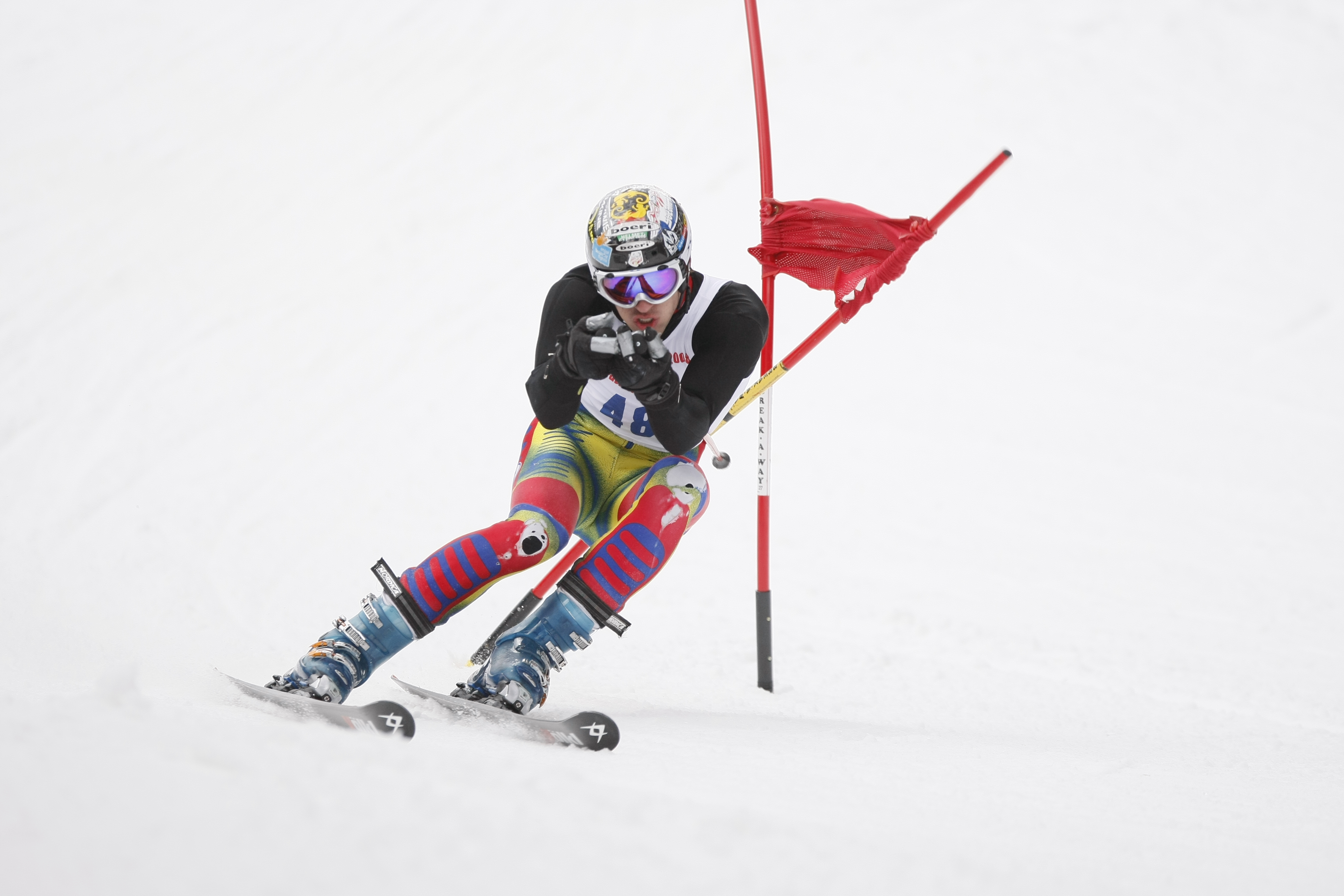
Ski racer competing in a Giant Slalom race

Супергіганський слалом або слалом-супергігант — дисципліна гірськолижного спорту, спуск на швидкість з гори з обов'язковим проходженням певного числа воріт, позначених прапорцями.
Супергігантський слалом належить до швидкісних дисциплін гірськолижного спорту. Траса для супергіганта має більшу кількість поворотів і меншу кількість природних трамплінів, ніж швидкісний спуск. Швидкість лижника на дистанції загалом менша, але це потребує більшого вміння змінювати напрямок руху.
До програми Олімпійських ігор супергігант входить, починаючи з Олімпіади 1988 в Калгарі.